# Grand Canyon: The Hidden Secrets
Grand Canyon: The Hidden Secrets és un curtmetratge documental IMAX de 34 minuts que es va estrenar a les sales el 16 de juny de 1984. La pel·lícula va ser creada, dirigida i escrita pel cineasta estatunidenc Kieth Merrill i va ser produïda per Destination Cinema. La música està composta per Bill Conti.
La pel·lícula IMAX va ser seguida per The Making of Grand Canyon: The Hidden Secrets, un curtmetratge documental de 24 minuts de durada estrenat l'11 de gener de 1999, però produït per Destination Cinema el 1993.

## Argument
La pel·lícula cobreix la història humana de l'àrea del Gran Canyó, des de la llar dels tribus indígenes fins a una destinació turística important. Retrata recreacions del poble "Anasazi", exploradors europeus i la primera expedició dirigida pel Major John Wesley Powell.
Gran part de la pel·lícula va ser filmada des d'un helicòpter volant per tot el Canyó. El final inclou una seqüència de vol que segueix un avió ultralleuger

## Producció
A més del Gran Canó, parts de la pel·lícula es van rodar a Kanab, Utah.

## Lloc a prop del Gran Canyó
El 2016 la pel·lícula s'ha protagonitzat al teatre IMAX al costat del centre de visitants de National Geographic a Tusayan, Arizona, que es troba a prop la vora sud del Gran Canyó, al Parc Nacional del Gran Canyó. Allà, la pel·lícula es titula promocionalment Grand Canyon Movie.

## Refeències
1. ↑  «Grand Canyon: The Hidden Secrets (1984) - Box office / business». Internet Movie Database. Arxivat de l'original el March 5, 2016. [Consulta: 10 desembre 2010].
2. ↑  D'Arc, James V. When Hollywood came to town: a history of moviemaking in Utah. 1st.  Layton, Utah: Gibbs Smith, 2010. ISBN 9781423605874.
3. ↑  «IMAX Grand Canyon Movie».   National Geographic Visitor Center. Arxivat de l'original el December 15, 2010. [Consulta: 10 desembre 2010].